# Karstadt am Gewandhaus

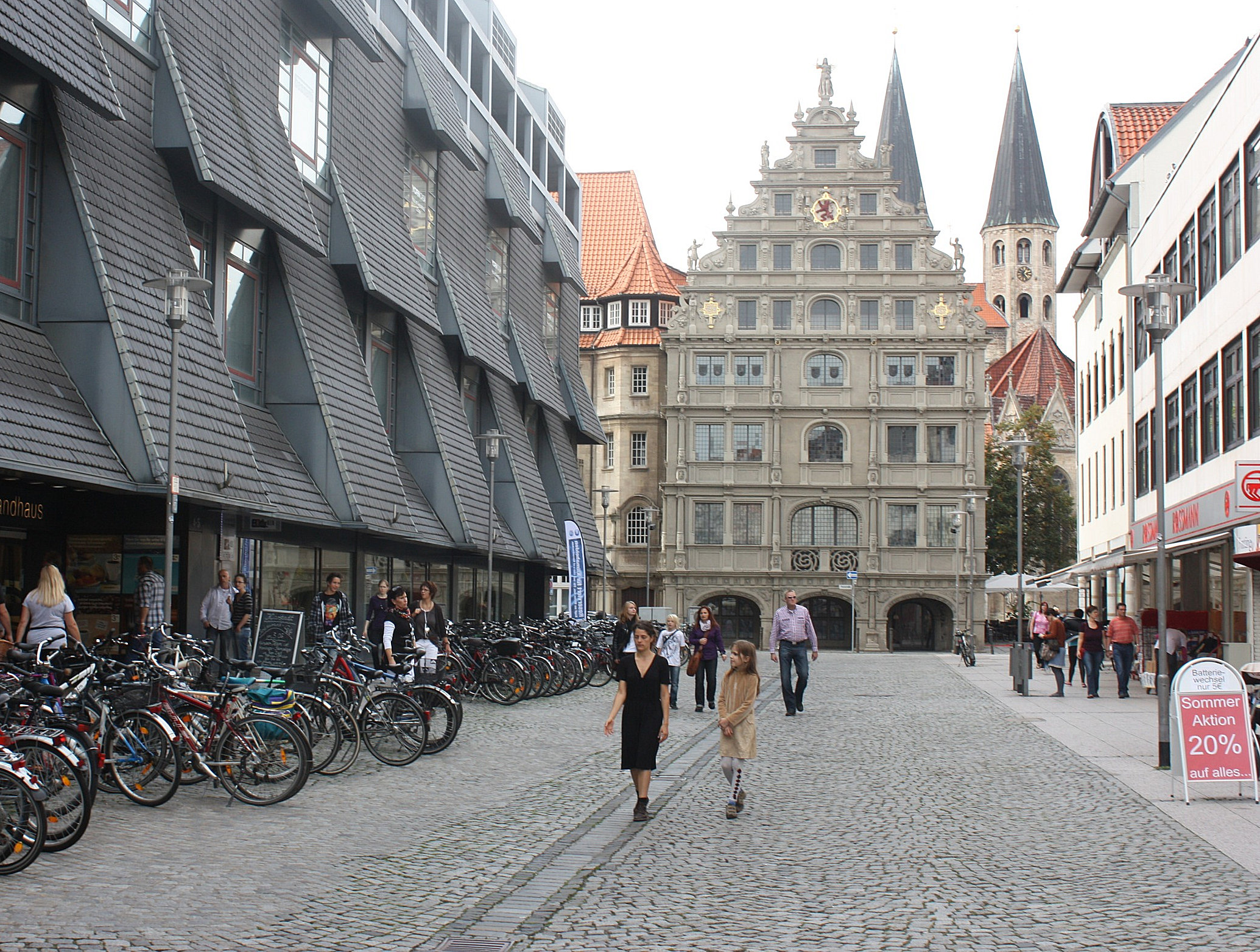
Das Kaufhaus und das namengebende Gewandhaus. Im Hintergrund die Türme der Martinikirche. (Foto: 2010)

Karstadt  am Gewandhaus, ursprünglich Karstadt Einrichtungshaus am Gewandhaus oder nur kurz Karstadt Einrichtungshaus, bzw. Karstadt Gewandhaus, war ein Kaufhaus der Karstadt Warenhaus GmbH, das sich in der Poststraße 4–5 in Braunschweig befand. Es wurde 1978 eröffnet und 2021 im Zuge der Insolvenz des Konzerns und dessen späterer Verschmelzung mit Galeria Kaufhof GmbH geschlossen und steht seither leer.
Benannt wurde das Kaufhaus nach dem nur wenige Meter nordwestlich gelegenen Gewandhaus am Altstadtmarkt, um es besser von den zwei anderen Karstadt Kaufhäusern in der Innenstadt unterscheiden zu können: Das Karstadt-Stammhaus in der Schuh- und Stephanstraße, das sich dort seit 1890 befindet, sowie Karstadt-Sport[haus], Damm 8, dass 2015 verkauft wurde und heute eine Filiale von SportScheck beherbergt.

## Geschichte

### Vorgeschichte

Ansichtskarte von um 1900: Blick vom Altstadtmarkt Richtung Süden in die Brabandtstraße. Rechts das große Gebäude im Hintergrund ist das Gewandhaus. Das kleine Fachwerkhaus links davor ist das Klipphaus. Das steinerne Eckhaus links, trägt ein Schild mit der Aufschrift 7 Poststraße 7. Die Ruinen dieses Hauses wurden 1955 für den Neubau des Warenhauses Neckermann abgerissen.

Die Poststraße ist eine knapp 100 m lange, von Ost nach West verlaufende Straße in der Braunschweiger Innenstadt. Sie liegt im historischen Weichbild Altstadt und verbindet seit dem Mittelalter den Kohlmarkt mit dem Altstadtmarkt. Bis 1858 galt sie deshalb als Teil des Kohlmarktes und besaß keinen eigenen Namen.
Sowohl auf der Nord-, als auch auf der Südseite der Poststraße befanden sich bis zu ihrer Beschädigung, bzw. Zerstörung durch Bombenangriffe der Royal Air Force (RAF) und der United States Army Air Forces (USAAF) während des Zweiten Weltkrieges, verschiedene, über mehrere Parzellen verteilte, mehrgeschossige Wohn- und Geschäftshäuser, die hauptsächlich Bauten aus dem (späten) 19. Jahrhundert waren und meist der Gründerzeit entstammten.
Vor allem der Bereich Poststraße und nordöstlich davon, bis Stephanstraße, Neue Straße und Kannengießerstraße wurde durch die Bombardierungen großflächig zerstört, sodass von der zum Teil Jahrhunderte alten (Fachwerk-)Bebauung nichts mehr oder nur noch schwer beschädigte Ruinen erhalten waren.
Im Zuge des Wiederaufbaus, wurden die Trümmer in den 1950ern bis in die 1970er geräumt und die verbliebenen, zum Teil durchaus wieder aufbaubaren Häuserruinen in der Regel abgerissen. Unter jenen Ruinen, die abgerissen wurden, befanden sich auch die Reste einer mittelalterlichen Hofanlage, die vom Grundstück Poststraße 6 bis zur südlich gelegenen Jakobstraße verlief. Die Gebäude dieser Parzelle, die den Hof umschlossen, waren wohl aus dem späten 16. Jahrhundert und wie die meisten anderen, den verheerenden Bombenangriffen, insbesondere dem vom 15. Oktober 1944, zum Opfer gefallen bzw. schwer beschädigt worden. Der in Braunschweig tätige Architekturhistoriker Elmar Arnhold erwähnt ein Foto von 1946, auf dem die barocken Torflügel, sowie Ruinen der Hofanlage noch vorhanden gewesen seien.
Die durch den Abriss entstandene Freifläche, die von der Poststraße im Norden, der Jakobstraße im Süden und der 1884 als Verbindung von Altstadtmarkt und Bankplatz angelegten Brabandtstraße im Westen begrenzt wurde, wurde ab Mitte der 1950er Jahre wieder neu bebaut.

### Neckermann-Kaufhaus 1955–1976
Während der „Wirtschaftswunderjahre“ der jungen Bundesrepublik, entstanden auch in Braunschweig mehrere große Kaufhaus-Neubauten auf Trümmergrundstücken und Kriegsbrachen der Innenstadt, so 1955 das C&A-Kaufhaus in der Münzstraße, 1959 Bilka in der Schuhstraße, Ecke Stephanstraße (eröffnet am 8. Juli 1960 auf dem Grundstück des schwer beschädigten, während der NS-Zeit arisierten jüdischen Kaufhauses Adolf Frank), Hertie, Neue Straße, Ecke Sack und 1955 Neckermann in der Poststraße. Das Karstadt-Stammhaus seit 1890 in der Schuh- und Stephanstraße, war im Krieg ebenfalls schwer beschädigt worden und wurde in den 1950ern erneuert und wiedereröffnet.
Nachdem die Ruinen der Gründerzeithäuser Poststraße 4–5 abgerissen waren, begann Neckermann 1955 mit der Errichtung eines vierstöckigen, schlichten Neubaus im Stil der Zeit. Das Kaufhaus mit einer Verkaufsfläche von 4000 m² wurde am 27. September 1955 in Anwesenheit des Konzernchefs Josef Neckermann eröffnet. 1976, nur 21 Jahre später, wurde das Kaufhaus aber bereits als zu klein erachtet und wieder abgerissen. Neckermann plante einen Neubau, diesmal mit einer Verkaufsfläche von 10.000 m².
Durch jahrelanges Missmanagement des Firmeninhabers Josef Neckermanns war der Kaufhauskonzern jedoch bereits seit den 1960ern wiederholt in finanzielle Probleme geraten, die schließlich im Sommer 1976 zur Fusion mit dem Karstadt-Konzern, einem der Hauptkonkurrenten, führten. Der Karstadt-Konzern übernahm daraufhin auch das in Braunschweig in Bau befindliche Kaufhaus in der Poststraße.

### Karstadt-Kaufhaus 1978–2021

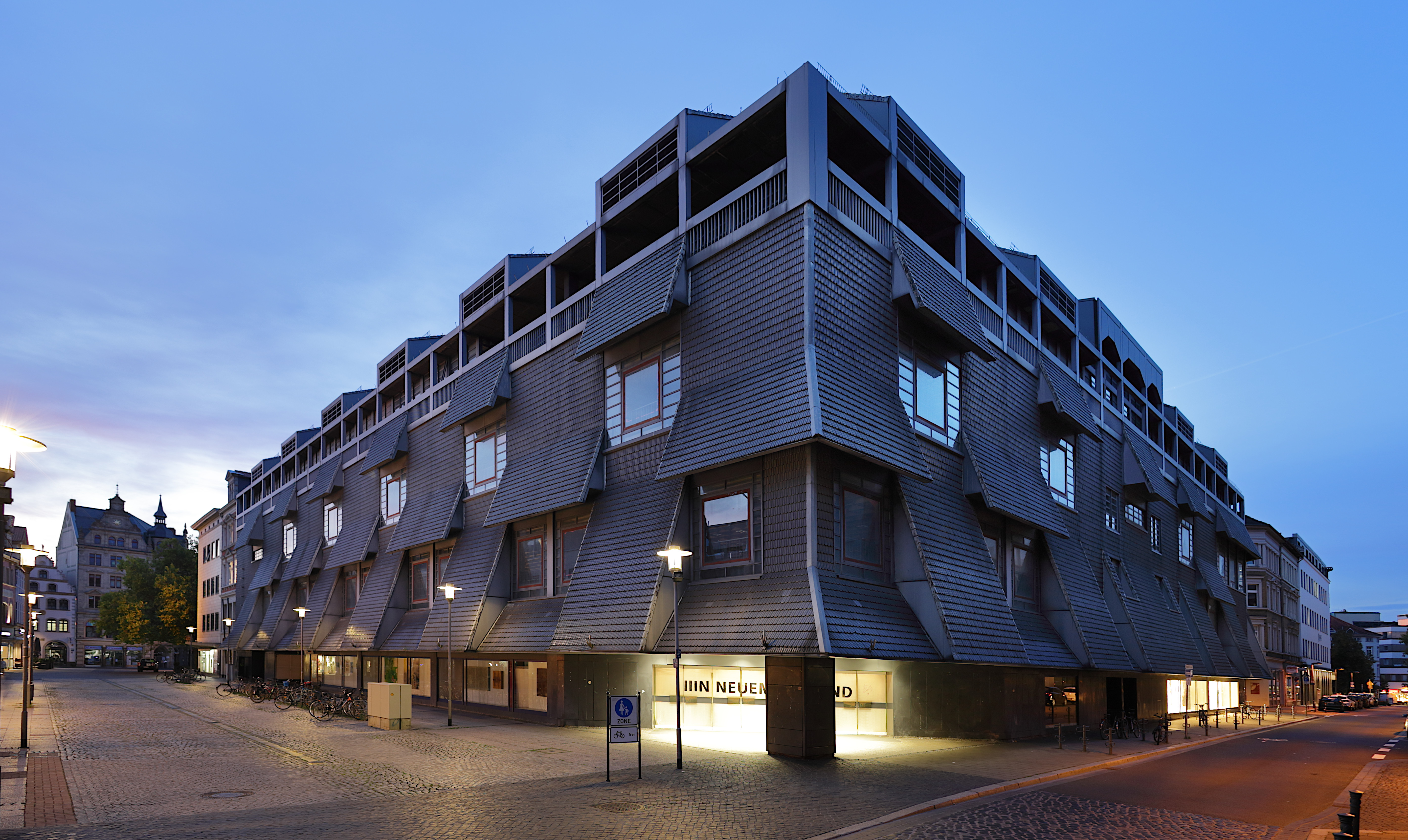
Die seit September 2021 leerstehende Filiale im Herbst 2024.

Für den Neubau des künftigen Neckermann-Kaufhauses war 1975 ein beschränkter Architekturwettbewerb ausgeschrieben worden, in dem sich der bekannte Architekt Gottfried Böhm zusammen mit seiner Ehefrau Elisabeth durchsetzte.
Im Gegensatz zu den anderen Kaufhäusern der Braunschweiger Innenstadt, die als fensterlose Kuben in die Stadtlandschaft gesetzt wurden (z. B. Horten, 1974 auf einer Bombenbrache am Bohlweg errichtet) setze sich Böhms Entwurf gegen die prominenten, zum Teil seit Jahrzehnten in Braunschweig tätigen Mitbewerber der Braunschweiger Schule, Dieter Oesterlen und Friedrich Wilhelm Kraemer Sieverts & Partner durch, sowie gegen Alexander von Branca.
Böhms Entwurf bestach gegenüber seinen Konkurrenten u. a. durch die markante, durch Fenster und vorkragende Elemente (Schleppgauben) aufgelockerte Fassade. Sie sollte sich damit in die historische Umgebung (Gewandhaus, Altstadtmarkt, Altstadtrathaus etc.) integrieren.
Die Jury des Architekturwettbewerbs hatte Böhms Entwurf wie folgt bewertet:

„Professor Böhm hat eine ganz einmalige Fassade gestaltet, die mit modernen Techniken an die Tradition vergangener Bauepochen erinnert.“

Noch vor der Fertigstellung des Neubaus wurde das Warenhaus Neckermann fusionsbedingt an die Karstadt AG übergeben, sodass die weitere Planung nun von Karstadt übernommen wurde. Bauherrin des fünfgeschossigen Neubaus war die Deutsche Anlagen-Leasing.
Böhms ursprünglicher Entwurf eines Stahlbeton-Skelettbaus mit über jede Etage versetzten Fenstern, in der oberste Etage mit zurückgesetzten Fenstern und einem umlaufenden Umgang außen, wurde jedoch nur teilweise umgesetzt. So sah der Entwurf vor, dass außen ein rostrot gestrichenes Stahlfachwerk mit Zwischenfeldern aus Blei angebracht werden sollte. Der neue Eigentümer, die Karstadt GmbH, wollte dies jedoch nicht und entschied stattdessen – zwar in Abstimmung mit der städtischen Bauverwaltung, aber ohne Rücksprache oder Diskussion mit dem Planungsausschuss des Stadtrates – dass dunkelgraugrüne, an einer Seite abgerundete Dachziegel (sog. Biberschwänze) stattdessen verwendet werden sollten. Auch geplante Beleuchtungselemente wurden nicht umgesetzt.
Das neue Karstadt Einrichtungshaus am Gewandhaus wurde am 29. Juni 1978 eröffnet. 43 Jahre später, im September 2021, musste das Kaufhaus in der Folge der mehrfachen Insolvenzen des Karstadt-Konzern, bzw. dessen Nachfolger Galeria Kaufhof schließen und steht seitdem leer.

### Gegenwart: Leerstand und diverse Nachnutzungskonzepte
In der Zeit seit der Schließung des Karstadt-Kaufhauses ab Ende 2021 und dessen anschließenden Leerstands, wurden von verschiedenen Seiten immer mal wieder diverse Nach- und Neunutzungskonzepte vorgeschlagen, bzw. entwickelt.
2023 waren beim ICOMOS-Studierendenwettbewerb unter dem Titel „1960+ / Plädoyers zum Erhalt von Bauten der Postmoderne“ die Entwürfe von Lilith Wagner und Johanna List zur Umnutzung des Gebäudes mit einem zweiten Preis ausgezeichnet worden.
Laut Pressemeldungen im Jahre 2024, beabsichtige Friedrich Knapp, Eigentümer von Grundstück und Gebäude, nach Gründung einer Stiftung mit Unterstützung der Stadt Braunschweig, den Gebäudekomplex in eine Musikschule mit Konzerthaus umzuwandeln.